# Gilbert Elliot-Murray-Kynynmound, Bá tước thứ nhất xứ Minto
Gilbert Elliot-Murray-Kynynmound, Bá tước thứ nhất của Minto, PC, FRSE (PC, FRSE (/kɪˈnɪnmənd/; 23 tháng 4 năm 1751 - 21 tháng 6 năm 1814), được biết đến với cái tên Sir Gilbert Elliott cho đến năm 1797, là một nhà ngoại giao và chính trị gia người Anh là thành viên của Hạ viện Anh từ năm 1776 đến năm 1795. Ông là phó vương của Vương quốc Anglo-Corsican tồn tại trong thời gian ngắn từ năm 1793 đến năm 1796 và trở thành Toàn quyền Ấn Độ từ tháng 07/1807 đến năm 1813.

## Cuộc sống đầu đời
Minto sinh ra ở Edinburgh, Scotland, là con trai cả của Sir Gilbert Elliot, Nam tước thứ 3 của Minto và vợ Agnes, con gái của Hugh Dalrymple-Murray-Kynynmound. Ông là cháu trai của John Elliott (Sĩ quan Hải quân Hoàng gia), Thống đốc Newfoundland, Andrew Elliot, Thống đốc của thuộc địa New York, và Jean Elliot, một nhà thơ.
Hugh Elliot là em trai của ông và Charles Elliot là cháu trai của ông. Khoảng năm 1763 Elliot và em trai Hugh được gửi đến Paris, nơi việc học của họ được giám sát bởi nhà triết học Scotland David Hume, và họ có một tình bạn thân thiết với Honoré Gabriel Riqueti, Bá tước Mirabeau. Sau khi vượt qua các mùa đông năm 1766 và 1767 tại Đại học Edinburgh, Minto vào học tại Đại học Oxford, và sau khi rời trường đại học, ông được gọi đến Bar.

## Nghề nghiệp
Năm 1776 Minto vào Quốc hội với tư cách là một nghị sĩ Đảng Whig độc lập, đại diện cho khu vực bầu cử Morpeth. Ông trở nên rất thân thiện với Edmund Burke, người mà ông đã giúp trong quá trình đấu tố Warren Hastings và Elijah Impey, và sau đó ông đã 2 lần không thành công trong việc ứng cử vào chức vụ Chủ tịch Hạ viện Anh, trong các cuộc bầu cử vào tháng 01/1789 và tháng 06/1789.